# X-Men: Madness in Murderworld
X-Men: Madness in Murderworld è un videogioco d'avventura sviluppato e pubblicato da Paragon Software per MS-DOS, Commodore 64 e Amiga nel 1989.

## Trama
Il Professor X è stato rapito da Magneto e Arcade, ed è compito degli X-Men salvarlo.

## Modalità di gioco
X-Men: Madness in Murderworld è un videogioco a scorrimento laterale con i personaggi degli X-Men. La storia è  ambientata a Murderworld, un pericoloso e mortale parco dei divertimenti del terrore. Gli X-Men presenti nel gioco sono Colosso, Ciclope, Dazzler, Nightcrawler, Tempesta e Wolverine, e si devono scontrare con le loro arcinemesi Arcade e Magneto. Il gioco ha più di 500 schermate d'azione e di combattimento in cui i membri del gruppo di supereroi dovranno farsi strada verso la battaglia finale, ma sono presenti anche alcune schermate con rompicapi da risolvere.

## Seguito
Nel 1990 è uscito un sequel del gioco, intitolato X-Men II: The Fall of the Mutants.

## Altri media
Un fumetto prequel in edizione limitata di X-Men: Madness in Murderworld era incluso con l'acquisto del gioco.